# Sommerbiathlon-Weltmeisterschaften 2019
Die Sommerbiathlon-Weltmeisterschaften 2019 fanden vom 21. bis zum 25. August 2019 zum zweiten Mal nach 1999 im Wintersportkomplex Raubitschy nahe der belarussischen Hauptstadt Minsk statt.
Anstatt der Mixedstaffeln wurden in diesem Jahr erstmals Supersprints für Senioren und Junioren ausgetragen. Für dieses Rennen qualifizierten sich die dreißig besten Athleten eines Qualifikationswettkampfs und traten im Hauptbewerb in einem Massenstart mit kürzeren Runden gegeneinander an.
Da die Meisterschaften wie in den meisten Fällen in Osteuropa ausgetragen wurden, nahmen mit Ausnahme von Belgien, Dänemark und dem Vereinigten Königreich ausschließlich Athleten aus Osteuropa und Asien teil. Mit zehn verschiedenen Siegern gab es ein durchmischtes Feld. Besonders hervorzuheben ist hier der Sieg des Slowaken Martin Otčenáš, der im Verfolgungsrennen der Herren zwanzig Scheiben traf und von Rang 22 auf Rang 1 lief. Erfolgreichste Athleten waren im Seniorenbereich Timofei Lapschin und Lucie Charvátová, bei den Junioren waren es die Doppelsieger Dsmitryj Lasouski und Chu Yuanmeng.

## Zeitplan
| Datum            | Männer | Männer                             | Frauen | Frauen                                |
| ---------------- | ------ | ---------------------------------- | ------ | ------------------------------------- |
| 23. August (Fr.) | 09:40  | Qualifikation Supersprint Junioren | 10:15  | Qualifikation Supersprint Juniorinnen |
| 23. August (Fr.) | 12:00  | Qualifikation Supersprint Senioren | 12:35  | Qualifikation Supersprint Seniorinnen |
| 23. August (Fr.) | 14:10  | Finale Supersprint Junioren        | 14:40  | Finale Supersprint Juniorinnen        |
| 23. August (Fr.) | 16:10  | Finale Supersprint Senioren        | 16:40  | Finale Supersprint Seniorinnen        |
| 24. August (Sa.) | 09:45  | Sprint Junioren                    | 12:15  | Sprint Juniorinnen                    |
| 24. August (Sa.) | 15:00  | Sprint Senioren                    | 17:00  | Sprint Seniorinnen                    |
| 25. August (So.) | 10:15  | Verfolgung Junioren                | 12:15  | Verfolgung Juniorinnen                |
| 25. August (So.) | 14:45  | Verfolgung Senioren                | 16:30  | Verfolgung Seniorinnen                |

## Medaillenspiegel
| Platz | Land                |   |   |   |    |
| ----- | ------------------- | - | - | - | -- |
| 01    | Belarus             | 3 | 1 | – | 4  |
| 01    | Volksrepublik China | 3 | 1 | – | 4  |
| 03    | Russland            | 2 | 4 | 6 | 12 |
| 04    | Südkorea            | 2 | – | – | 2  |
| 05    | Tschechien          | 1 | 3 | – | 4  |
| 06    | Ukraine             | 1 | 1 | 5 | 7  |
| 07    | Slowakei            | 1 | – | – | 1  |
| 08    | Slowenien           | – | 1 | 1 | 2  |

## Ergebnisse

### Herren
| Rang | Name                 |
| ---- | -------------------- |
| 1    | Timofei Lapschin     |
| 2    | Klemen Bauer         |
| 3    | Eduard Latypow       |
| 4    | Wiktar Kryuko        |
| 5    | Wadim Filimonow      |
| 6    | Anton Smolski        |
| 7    | Alexander Powarnizyn |
| 8    | Maksim Warabej       |
| 9    | Krassimir Anew       |
| 10   | George Buta          |

| Rang | Name                 |
| ---- | -------------------- |
| 1    | Timofei Lapschin     |
| 2    | Alexander Powarnizyn |
| 3    | Eduard Latypow       |
| 4    | Sergei Botscharnikow |
| 5    | Roman Jeremin        |
| 6    | Klemen Bauer         |
| 7    | Krassimir Anew       |
| 8    | Anton Smolski        |
| 9    | Adam Václavík        |
| 10   | Semjon Sutschilow    |

| Rang | Name             |
| ---- | ---------------- |
| 1    | Martin Otčenáš   |
| 2    | Eduard Latypow   |
| 3    | Klemen Bauer     |
| 4    | Timofei Lapschin |
| 5    | Krassimir Anew   |
| 6    | Raman Jaljotnau  |
| 7    | Anton Smolski    |
| 8    | Vytautas Strolia |
| 9    | Maksim Warabej   |
| 10   | Tang Jinle       |

### Damen
| Rang | Name                 |
| ---- | -------------------- |
| 1    | Walentyna Semerenko  |
| 2    | Lucie Charvátová     |
| 3    | Jekaterina Glasyrina |
| 4    | Dsinara Alimbekawa   |
| 5    | Darija Blaschko      |
| 6    | Zhang Yan            |
| 7    | Galina Wischnewskaja |
| 8    | Wita Semerenko       |
| 9    | Larissa Kuklina      |
| 10   | Baiba Bendika        |

| Rang | Name                    |
| ---- | ----------------------- |
| 1    | Jekaterina Glasyrina    |
| 1    | Lucie Charvátová        |
| 3    | Darija Blaschko         |
| 4    | Kristina Reszowa        |
| 5    | Anastassija Merkuschyna |
| 6    | Wita Semerenko          |
| 7    | Wiktorija Sliwko        |
| 8    | Tamara Woronina         |
| 9    | Walentyna Semerenko     |
| 10   | Julija Schurawok        |

| Rang | Name                    |
| ---- | ----------------------- |
| 1    | Zhang Yan               |
| 2    | Tamara Woronina         |
| 3    | Wita Semerenko          |
| 4    | Larissa Kuklina         |
| 5    | Julija Schurawok        |
| 6    | Lucie Charvátová        |
| 7    | Iryna Kryuko            |
| 8    | Anastassija Merkuschyna |
| 9    | Darija Blaschko         |
| 10   | Kristina Reszowa        |

### Junioren
| Rang | Name              |
| ---- | ----------------- |
| 1    | Mikita Labastau   |
| 2    | Vítězslav Hornig  |
| 3    | Igor Malinowski   |
| 4    | Raul Flore        |
| 5    | Dsmitryj Lasouski |
| 6    | Kirill Zjurin     |
| 7    | Tomáš Mikyska     |
| 8    | Mikuláš Karlík    |
| 9    | Petr Kánský       |
| 10   | Jewhen Iwtschenko |

| Rang | Name               |
| ---- | ------------------ |
| 1    | Dsmitryj Lasouski  |
| 2    | Mikuláš Karlík     |
| 3    | Jurij Sytnyk       |
| 4    | Igor Malinowski    |
| 5    | Vítězslav Hornig   |
| 6    | Tomáš Mikyska      |
| 7    | Nikolai Dmitrijew  |
| 8    | Petr Kánský        |
| 9    | Raman Tschapischau |
| 10   | Mikita Labastau    |

| Rang | Name              |
| ---- | ----------------- |
| 1    | Dsmitryj Lasouski |
| 2    | Mikita Labastau   |
| 3    | Igor Malinowski   |
| 4    | Vítězslav Hornig  |
| 5    | Mikuláš Karlík    |
| 6    | Wadim Istamgulow  |
| 7    | Kirill Zjurin     |
| 8    | Alexander Muchin  |
| 9    | Jewhen Iwtschenko |
| 10   | George Colțea     |

### Juniorinnen
| Rang | Name                    |
| ---- | ----------------------- |
| 1    | Walerija Wasnezowa      |
| 2    | Chu Yuanmeng            |
| 3    | Anna Krywonos           |
| 4    | Waleryja Dmytrenko      |
| 5    | Meng Fanqi              |
| 6    | Klára Lejsek            |
| 7    | Anastassija Chaliullina |
| 8    | Hanna Kowalenko         |
| 9    | Natálie Jurčová         |
| 10   | Magda Piczura           |

| Rang | Name                 |
| ---- | -------------------- |
| 1    | Chu Yuanmeng         |
| 2    | Ekaterina Bech       |
| 3    | Anastassija Gorejewa |
| 4    | Meng Fanqi           |
| 5    | Magda Piczura        |
| 6    | Wladislawa Gawrilowa |
| 7    | Natálie Jurčová      |
| 8    | Tereza Voborníková   |
| 9    | Klára Lejsek         |
| 10   | Anna Krywonos        |

| Rang | Name                 |
| ---- | -------------------- |
| 1    | Chu Yuanmeng         |
| 2    | Anastassija Gorejewa |
| 3    | Anna Krywonos        |
| 4    | Ekaterina Bech       |
| 5    | Natálie Jurčová      |
| 6    | Tereza Voborníková   |
| 7    | Milena Todorowa      |
| 8    | Meng Fanqi           |
| 9    | Joanna Jakieła       |
| 10   | Wladislawa Gawrilowa |